# جائزة فرنسا الكبرى 1954
جائزة فرنسا الكبرى 1954 هو سباق فورمولا 1 أقيم بتاريخ 4 يوليو 1954 في رانس، فرنسا. كان الرابع من أصل 9 في بطولة العالم لسباقات الفورمولا واحد موسم 1954. حلّ الأرجنتيني خوان مانويل فانجيو أولا بينما جاء الألماني كارل كلينغ في المركز الثاني وحصل على المركز الثالث الفرنسي روبرت مانزون.